# 부기체류
부기체류(副基体類, parabasalids)는 엑스카바타계에 속하는 편모충류 원생생물 분류군의 하나이다. 이 생물의 대부분은 동물과 공생 관계를 형성한다. 흰개미와 바퀴벌레 등의 내장에서 다양한 형태로 발견되며, 이들의 대다수가 목본식물의 섬유소를 소화시키는 공생 세균을 갖고 있다. 상위 분류군의 다른 종들은 기생충으로 알려진 종과 사람의 병원체를 포함하고 있다.

## 하위 목
- 털편모충목 (Trichomonadida)
- Cristamonadida
- Spirotrichonymphida
- 여정편모충목 (Trichonymphida) - 기민여정편모충(Trichonympha agilis) 포함
- Honigbergiellida
- Hypotrichomonadida
- Tritrichomonadida